# Larry Jon Wilson
Larry Jon Wilson (Swainsboro, 7 oktober 1940 — Roanoke (Virginia), 21 juni 2010) was een Amerikaans countryzanger. In 1975 bracht hij zijn eerste album, New Beginnings, uit. Vijf jaar later stapte hij uit de muziekindustrie toen bleek dat hij na drie albums nog steeds geen hit te pakken had. Op het einde van de jaren 80 kwam hij terug in de muziekwereld. Zijn vijfde en laatste album dat tevens zijn eigen naam draagt werd in 2008 uitgebracht door Sony BMG.
Wilson overleed op 69-jarige leeftijd ten gevolge van een beroerte.

## Discografie
- New Beginnings (1975)
- Let Me Sing My Songs (1976)
- Loose Change (1977)
- The Sojourner (1979)
- Larry Jon Wilson (2008)